# Black Diamond Automobile Company
Black Diamond Automobile Company war ein US-amerikanischer Hersteller von Automobilen.

## Unternehmensgeschichte
Dewett Hallenbeck, George P. Rogers, Edward J. Cook, George W. Spencer, John F. Hylan und William Dieter gründeten 1903 das Unternehmen. Der Sitz war in Geneva im US-Bundesstaat New York. Hallenbeck war Präsident und Dieter der Konstrukteur. Sie begannen mit der Entwicklung eines Automobils. Der Markenname lautete Black Diamond. Allerdings blieb dieses Projekt im Prototypenstadium stecken.
1904 kam es zum Zusammenschluss mit der Buckmobile Company. Daraufhin wurde deren Buckmobile überarbeitet und in einem Werk in Utica gefertigt. Im August 1905 endete die Produktion, als das Unternehmen aufgelöst wurde.

## Fahrzeuge
Der Prototyp von 1903 hatte einen Dampfmotor, den Dieter entwarf. Weitere Details dieses Dampfwagens sind nicht bekannt.
Das Buckmobile hatte einen Zweizylindermotor mit 15 PS Leistung. Er war unter dem Sitz montiert und trieb die Hinterachse an. Der Roadster bot Platz  für zwei Personen.